# Одзава Ітіро
Одзава Ітіро (яп. 小沢一郎, Ozawa Ichirō) — японський політик, був членом Палати представників із 1969 року, представляючи 3-й округ Івате (2-й округ Івате до загальних виборів 1996 року та 4-й округ Івате до загальних виборів 2017 року). Його часто називають «Тіньовим сьоґуном» через його кулуарний вплив.
Спочатку він був членом Ліберально-демократичної партії (ЛДП), а з 1989 по 1991 рік обіймав посаду її генерального секретаря. Він залишив ЛДП у 1993 році, а згодом очолював низку інших політичних партій, спочатку заснувавши Партію оновлення Японії разом із Цутому Хатою, яка сформувала недовговічний коаліційний уряд із кількома іншими партіями, що виступають проти ЛДП. Пізніше Одзава був президентом опозиційної Нової прикордонної партії з 1995 по 1997 рік, президентом Ліберальної партії з 1998 по 2003 рік (яка була частиною коаліційного уряду з ЛДП Кейдзо Обуті з 1999 по 2000 рік), президентом опозиційної Демократичної партії Японії (ДПЯ) із 2006 по 2009 рік і генеральний секретар ДПЯ в уряді із 2009 по 2010 рік.
У липні 2012 року він покинув ДПЯ з приблизно п'ятдесятьма прихильниками, щоб заснувати партію «Життя людей насамперед» на знак протесту проти плану ДПЯ підвищити японський податок на споживання. Партія Одзави об'єдналася з новоствореною Партією майбутнього Японії губернатора Сіги Юкіко Када перед загальними виборами 2012 року, на яких партія показала погані результати. Потім Одзава та його послідовники пішли, щоб створити партію Життя.

## Раннє життя
Одзава народився в Токіо 24 травня 1942 року. Його батько, Саекі, був самодіяльним бізнесменом, який був обраний до Палати представників від округу Івате. Батьківщиною його родини була Мідзусава, Івате, яка залишилася в історіях руху опору лідера Емісі Атеруї.
Одзава відвідував університет Кейо, який закінчив у 1967 році, і вступив до аспірантури в університеті Ніхон. Одзава вивчав право і мав намір стати адвокатом. У травні 1968 року його батько помер від серцевої недостатності.

## Політична кар'єра

### Фракція Танака (1969—1987)

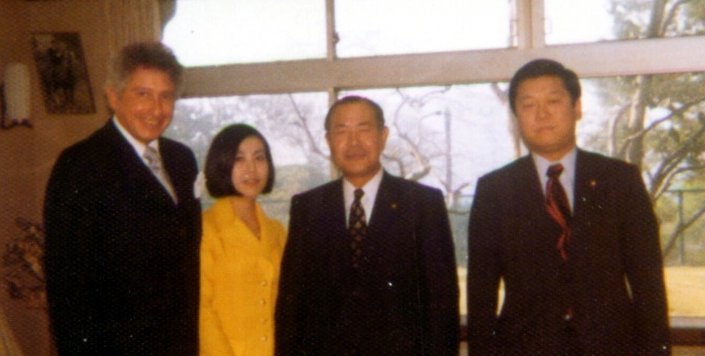
Одзава зі Стенфордом Р. Овшинським та Какуеї Танакою

Після смерті батька Одзава балотувався на місце свого батька на загальних виборах 1969 року, вигравши місце у віці 27 років. Він обіймав місце, тепер відоме як 4-й округ Івате, до загальних виборів 2021 року, вигравши чотирнадцять перевиборів упродовж більш ніж чотирьох десятиліть. Невдовзі після першого обрання у нього виявили рак щитоподібної залози, він тимчасово втратив голос і розглядав можливість залишити політику, але після операції він повністю одужав.
Одзава приєднався до політичної фракції на чолі з Какуеї Танакою, яка тоді підтримувала прем'єр-міністра Сато Ейсаку. Одзава став одним із найближчих союзників Танаки в сеймі. Після того, як Танаку звинуватили в хабарницьких скандалах компанії Локгід, Одзава був єдиним членом фракції, який відвідував кожне зі 191 судових засідань Танаки; Пізніше Одзава прокоментував, що «чоловік, який мав владу того часу, який піклувався про мене, був змушений сидіти на лавці цілими днями, і я не міг терпіти, щоб він був там один, і нікого не було поруч». Він також охарактеризував Танаку як «цапа відбувайла» на підставі того, що інші політики брали участь у подібній діяльності.
Одзава був призначений керувати виборчою стратегією ЛДП на загальних виборах 1983 року, першими, хто застосував систему закритих списків, і очолював зусилля з обрання Таніґакі Садакадзу та Хірому Нонаки для заповнення відкритих місць у префектурі Кіото. До 1980-х років він став одним із популярних молодих лідерів у ЛДП разом із Цутому Хатою та Хасімото Рютаро, яких згодом обрали прем'єр-міністрами у фракції Танака/Такесіта. Його суперництво з Хасімото було особливо помітним, преса назвала його війною Іті-Рю.
Після тривалої роботи в ключових парламентських комітетах, перше призначення Одзави на посаду міністра відбулося в 1985 році, коли він взяв на себе портфель внутрішніх справ під керівництвом Накасоне Ясухіро. Прем'єр-міністр Накасоне Ясухіро був вражений його навичками ведення переговорів, зокрема його здатністю переконати опозиційні партії прийняти складне законодавство про податок на споживання. Майстерність Одзави в закулісних маневрах призвела до стрімкого зростання влади в ЛДП, хоча було також багато фракцій, які обернулися проти нього. Керівники вищого рівня обурювалися, що їм довелося звертатися за підтримкою до набагато молодшого Одзави. (Міядзава Кійті, на двадцять років старший за нього, одного разу звернувся до Одзави як «Великий Генеральний секретар» на зустрічі керівництва). Репутація Одзави як організатора незабаром зрівнялася з його репутацією молодого вискочки.

### Фракція Такесіта (1987—1993)
Одзава приєднався до групи під керівництвом Нобору Такесіти, яка залишила фракцію Танака в 1987 році, незадовго до того, як Какуеї Танака переніс інсульт і втратив дієздатність. Він став одним із ключових членів фракції разом із Кейдзо Обуті та Хасімото Рютаро, обидва з яких пізніше були прем'єр-міністрами.
Одзава став заступником голови фракції Такесіта під керівництвом Сіна Канемару, а також став генеральним секретарем ЛДП з 1989 по 1991 рік. До 1991 року Такесіта, Канемару та Одзава вважалися трьома найсильнішими членами фракції. Однак Одзава постраждав від поганих результатів ЛДП на виборах губернатора Токіо в 1991 році, а також від проблем із серцем, які виникли приблизно в той час.
Канемару пішов у відставку в 1992 році, і Одзава підтримав міністра фінансів Цутому Хату замість нього. Керівний комітет із восьми членів фракції висунув Обуті на посаду голови 5 проти 0 голосів, при цьому Одзава та двоє його прихильників бойкотували зустріч. Обуті запропонував зменшити ступінь контролю лідера фракції над фракцією, намагаючись утримати Одзава у фракції, але Одзава почав планувати свій відхід.

### Відкол від ЛДП (1993—1998)
У 1993 році Одзава та Хата залишили ЛДП, щоб сформувати відколоту Партію оновлення Японії, серйозно дестабілізувавши ЛДП і призвівши до припинення її 38-річного домінування в японській політиці. Одзава надзвичайно успішно заманив членів ЛДП до Партії оновлення, в результаті чого ЛДП втратила більшість у парламенті. Дотримуючись своєї попередньої ролі в ЛДП, Одзава став закулісним посередником влади великої коаліції, яка прийшла до влади після розколу ЛДП.
Хоча Одзава та Хата були найдосвідченішими адміністраторами, вони вирішили назвати Моріхіро Хосокаву, лідера крихітної Нової партії Японії, лідером коаліції. Це було зроблено як жест нейтралітету до інших членів коаліції, так і як засіб утримати Хату в майбутньому як варіант, якщо Хосокава виявиться невдалим. Поки Хосокава був прем'єр-міністром, Одзава був визнаний основною політичною силою в коаліції. Він зробив собі репутацію в 1993 році, опублікувавши чітке викладення своїх принципів у книзі План нової Японії (яп. 日本改造計画, Nihon Kaizō Keikaku). Книга закликала до політичної, правової та військової реформи, щоб перетворити Японію на те, що Одзава назвав «нормальною нацією». Сильна ідеологічна послідовність була незвичною для японських політиків, і книга мала значний вплив.
Наполягання Одзави на більш впевненій ролі Японії в міжнародних справах викликало розбіжності з членами Соціалістичної партії Японії в коаліції. Згодом соціалісти пішли, щоб сформувати коаліцію з ЛДП, залишивши Цутому Хату керувати урядом меншості, який впав у червні 1994 року. Багато хто, у тому числі Хата, звинуватили Одзаву у втраті. Сам Одзава почав привертати увагу громадськості, особливо з приходом Нової прикордонної партії. Колишній прем'єр-міністр Кайфу Тосікі заснував Партію нових кордонів у 1994 році. Приєднавшись до коаліції, вона стала всеохоплюючою партією для злиття кількох менших партій.
Після запеклої боротьби за лідерство в 1995 році Одзава очолив партію, якраз тоді, коли його давній суперник Рютаро Хасімото очолив ЛДП. Більшість коментаторів вважали, що нова війна Іті-Рю нарешті забезпечить справжню конкурентну двопартійну систему в японській політиці. Під керівництвом Одзави NFP здобула друге місце на загальних виборах 1996 року. Однак партія New Frontier Party вже почала розпадатися. Автократичний стиль керівництва Одзави відштовхнув багатьох його колишніх союзників, і навіть Цутому Хата, розчарований після боротьби за лідерство з Одзавою, відокремився, щоб сформувати партію Сонця в 1996 році. До 1998 року стільки людей покинули Одзаву, що він оголосив про розпуск Партії нових кордонів.

### Ліберальна партія (1998—2002)

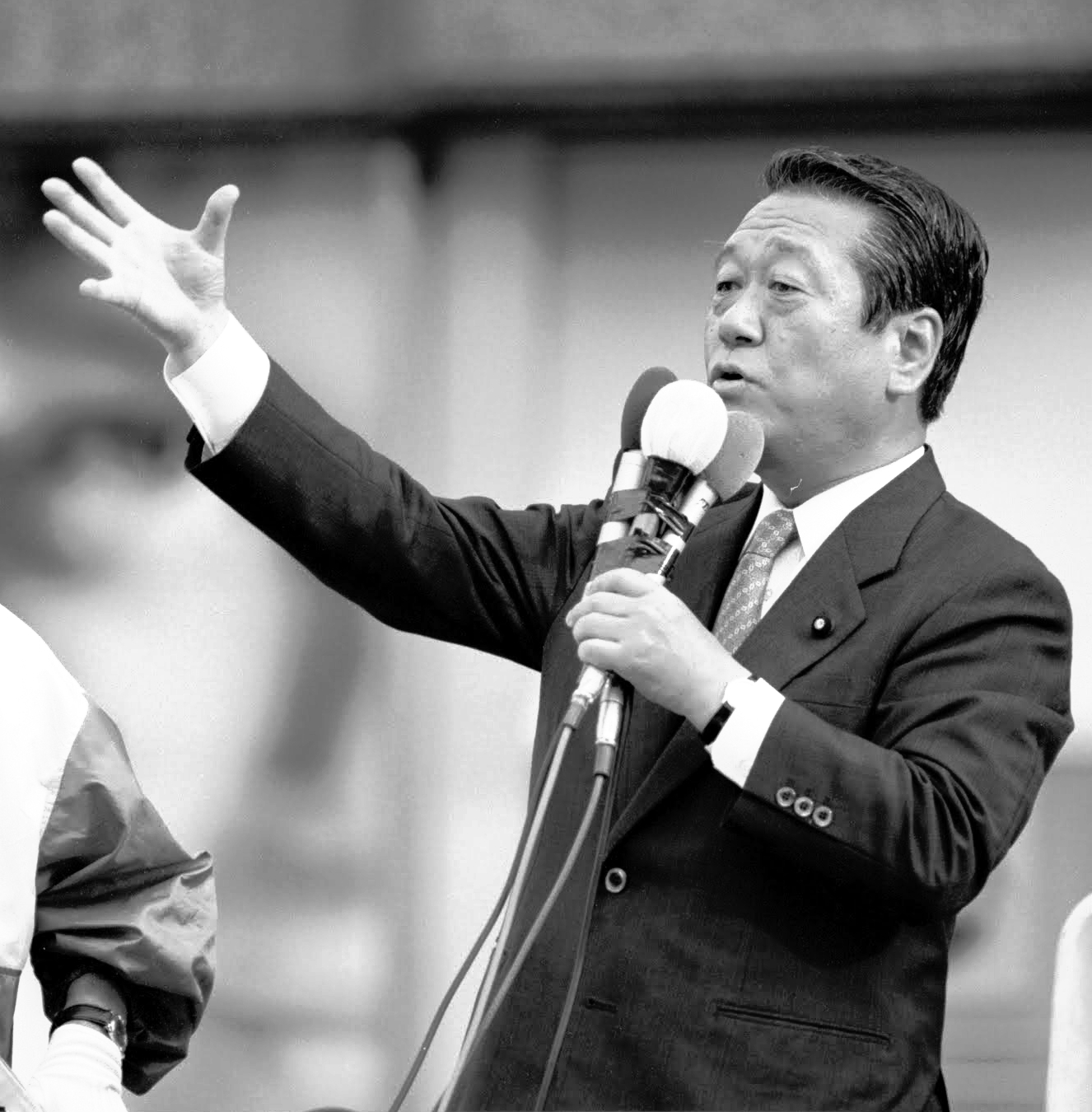
Виступ передвиборчої промови для членів Ліберальної партії на Хоккайдо 18 липня 2001 р.

Після розпуску Нової прикордонної партії Одзава взяв своїх послідовників, що залишилися, щоб заснувати Ліберальну партію. Вона сформувала коаліцію з ЛДП у 1999 році, щоб підтримати Кейдзо Обуті на посаді прем'єр-міністра. Обуі почав переговори про майбутнє злиття Ліберальної партії з ЛДП. Ідея повернення Одзави зустріла неоднозначну реакцію в ЛДП. Партнерство YKK Таку Ямасакі, Коїдзумі Дзюнітіро та Коїті Като було рішуче проти Одзави разом із антиреформатором Хірому Нонакою. Потужний лідер фракції Сідзука Камей підтримав Одзаву, головним чином через подібні погляди на військову реформу. Згодом ворогам Одзави вдалося заблокувати злиття.

### Демократична партія Японії (2002—2012)
Залишивши участь у ЛДП, Одзава та його партія приєдналися до Демократичної партії Японії перед загальними виборами 2003 року, возз'єднавшись зі своїм старим союзником Цутому Хата під керівництвом президента ДПЯ Наото Кан.
У 2004 році Одзава постраждав від пенсійного скандалу. Незважаючи на те, що він був звільнений від будь-яких юридичних правопорушень, він пішов із виборів керівництва ДПЯ, на яких він не мав жодної опори. Це змусило Кацуя Окаду взяти на себе керівництво партією. Окада пішов у відставку після того, як його партія зазнала драматичних втрат проти все більш популярного прем'єр-міністра Коїдзумі Дзюнітіро на загальних виборах у вересні 2005 року, а його наступник Сейдзі Маехара пішов у відставку в квітні 2006 року. Одзава знову був обраний президентом 7 квітня. У липні 2007 року The Economist назвав Одзаву «дедалі неефективнішим хуліганом» і частково звинуватив його як у тому, що він знервував реформістів у своїй партії, так і в тому, що ДПЯ не змогла отримати вигоду від скрутного становища ЛДП.

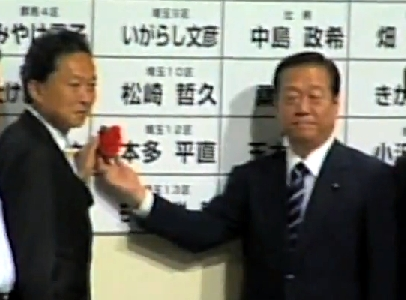
Із Юкіо Хатоямою (ліворуч) у музеї Лафоре, Роппонгі, 30 серпня 2009 р.

Тим не менш, Одзава привів партію до найбільшої перемоги в історії на виборах до верхньої палати 29 липня 2007 року. 4 листопада 2007 року Одзава оголосив, що піде у відставку з поста лідера ДПЯ після суперечливої пропозиції прем'єр-міністра Ясуо Фукуди щодо великої коаліції між ДПЯ та правлячою ЛДП. Він виніс цю пропозицію на засідання керівництва ДПЯ, яке відхилило її. Його критикували за те, що він не зміг негайно відхилити пропозицію. На прес-конференції він сказав, що бере на себе відповідальність за ці політичні потрясіння. Він також заявив, що не виходить із партії. Було припущення, що пропозиція спочатку надійшла від Одзава. Однак він спростував припущення преси, за винятком Асахі Сімбун і Ніхон кейдзай сімбун, і сказав, що вони маніпулюють громадською думкою. Повідомлялося, що владним агентом пропозиції був виконавчий директор Йоміурі Сімбун Цунео Ватанабе. 6 листопада 2007 року він відкликав свою пропозицію про відставку після того, як високопосадовці та члени партії попросили його залишитися на посаді лідера.
21 вересня 2008 ДПЯ втретє переобрала Одзаву лідером партії. З цього приводу Одзава заявив: «Я зроблю все можливе, вважаючи, що це мій останній шанс покласти край уряду, очолюваному ЛДП, і сформувати уряд, який надає пріоритет життям людей». Генеральний секретар Юкіо Хатояма також оголосив про те, що він вирішив змінити виборчий округ Івате № 4 на Токійський виборчий округ № 12 на наступних виборах у Палату представників. 24 вересня 2008 року палата радників, контрольована ДПЯ, обрала Одзаву прем'єр-міністром; однак палата представників, контрольована ЛДП, обрала замість нього Асо Таро, скасувавши рішення верхньої палати.

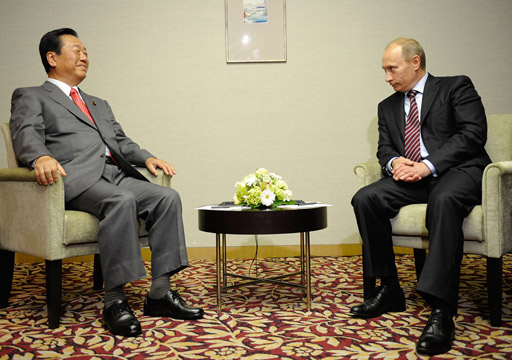
Із Володимиром Путіним (праворуч) у Токіо 12 травня 2009 р.

У 2009 році Одзава був причетний до фальсифікації звітів про політичне фінансування щодо 400 мільйонів єн пожертвувань своєї політичній організації на кампанію. Він пішов у відставку з поста президента ДПЯ у травні 2009 року, коли розслідування ще тривало, і його змінив Юкіо Хатояма. Незважаючи на це, під час загальних виборів у серпні 2009 року Одзава виконував обов'язки головного виборчого стратега ДПЯ і залишався дуже впливовою фігурою в партії. ДПЯ здобула переважну перемогу на виборах 2009 року, і Хатояма став прем'єр-міністром, і вважалося, що вплив Одзави зросте ще більше.
Розслідування фінансів Одзави тривало, незважаючи на перемогу ДПЯ. До січня 2010 року двох помічників Одзави було заарештовано, а одне опитування показало, що 70 % громадян підтримують те, щоб змусити Одзаву залишити посаду. У квітні слідча комісія прокуратури дійшла висновку, що «дуже ймовірно, що Одзава є співучасником і тому має постати перед судом». Хатояма та Одзава оголосили про свою відставку з посад президента та генерального секретаря ДПЯ в червні, частково через скандал, а також через нездатність Хатоями виконати передвиборчу обіцянку щодо військових баз США на Окінаві. Їхні відставки мали на меті зберегти шанси ДПЯ на виборах до Палати радників того ж року.
У січні 2011 року Одзаві було висунуто офіційне звинувачення у причетності до скандалу. Токійський окружний суд відхилив більшість показань, узятих прокурорами у цій справі, із процедурних міркувань, і врешті Одзава був виправданий у квітні. Прокуратура оскаржила справу до Високого суду Токіо, який у листопаді 2012 року підтвердив виправдання Одзави.

### Після DPJ (2012–дотепер)
Після розбіжностей з прем'єр-міністром ДПЯ Йосіхіко Нодою щодо підвищення податку на споживання, Одзава покинув ДПЯ разом із 49 іншими законодавцями в липні 2012 року. Пізніше того ж місяця він створив партію «Життя людей перш за все» (PLF), яка стала третьою за величиною партією в нижній палаті японського парламенту. У центрі уваги нової партії було зменшити залежність Японії від ядерної енергії та виступити проти підвищення податку на споживання.
Незадовго до загальних виборів 2012 року Одзава та члени PLF об'єдналися з новоствореною Партією майбутнього Японії губернатора Сіґи Юкіко Када. Партія пішла на вибори із 12 членами у верхній палаті та 61 у нижній палаті, але показала погані результати, лише дев'ять членів нижньої палати були переобрані. Члени верхньої палати не підлягали переобранню.
Напруга всередині партії зростала, і 29 грудня 2012 року група Одзава відокремилася від TPJ і сформувала Партію життя, пропонуючи продовжувати підтримку між обома сторонами. Томоко Абе залишився єдиним членом з'їзду TPJ, що означає, що TPJ не могла підтримувати статус офіційної партії в з'їзді, яка вимагає п'яти членів. Абе і Када переговорили про можливе злиття Green Wind, яка має чотирьох членів парламенту, але переговори не увінчалися успіхом. Після того, як асамблея префектури Сіга прийняла резолюцію, яка вимагає від Кади припинити виконувати обов'язки губернатора та голови TPJ, вона пішла у відставку з поста голови партії 4 січня 2013 року.
Тривалий час після того, як він востаннє обіймав впливову партійну посаду, Одзава має широку повагу в опозиційних колах. Лідери опозиційних партій досі часто звертаються до нього за консультаціями щодо виборчої стратегії та стратегії кампанії проти довго правлячої ЛДП.
26 квітня 2019 року Одзава погодився об'єднати Ліберальну партію в Демократичну партію народу, яка, у свою чергу, об'єдналася в Конституційно-демократичну партію у 2020 році.
На загальних виборах 2021 року 53-річне правління Одзави в місцевих виборчих округах префектури Івате завершилося після того, як він зазнав поразки від суперника ЛДП Такасі Фудзівара, який переміг Одзаву з відривом у 4,1 %. Це сталося після того, як Одзава виграв у 2017 році з відривом у 14,84 %. Тим не менш, йому вдалося залишитися в Палаті представників через PR-блок Тохоку.
У листопаді 2023 року Одзава публічно сказав про лідера CDP Кенту Ідзумі, що «було б краще, якби він пішов у відставку (як представника)» після заяви Ідзумі про те, що він прагне змінити уряд упродовж наступних п'яти років, причому Одзава розкритикував ці слова та заявивши, «Що подумають люди, якщо головна опозиційна партія скаже, що не буде прагнути до уряду? Ніхто її не підтримає». Раніше в тому ж році він заснував парламентську фракцію в CDP, що призвело до переконання, що Одзава прагне знову посилити свій вплив під час підготовки до чергових виборів лідера опозиції.

## Погляди
Раніше відомий як консервативний політик у ЛДП, тепер він займає ліберальну позицію щодо внутрішньої та міжнародної політики. Широкий політичний спектр у Демократичній партії змусив Одзаву застосовувати еклектичні підходи, що стало основним джерелом критики на його адресу. Окрім його політики, його також критикують за агресивні тенденції гри у владу під час реорганізації японських політичних партій у 1990-х роках. Деякі критики звинувачують його в опортуністі та вказують на його неодноразові партійні рухи. Його захисники кажуть, що у відносно вільному від ідеології ландшафті японської політики саме його принципова прихильність змушує його конфліктувати з іншими.

### Конституція
Після капітуляції 2 вересня 1945 року союзники позбавили Японську імперію суверенітету, а дію Конституції Мейдзі призупинили. Під час окупації Японії Конституція Мейдзі була замінена новим документом, післявоєнною Конституцією Японії, яка замінила імперське правління формою ліберальної демократії західного зразка. Одзава стверджує, що Конституція Японії не є справедливою конституцією і що вона недійсна. Одзава вказав на дипломатичну неспроможність Японії в міжнародних справах, яка особливо виявилася під час війни в Перській затоці в 1990 році.

### Зовнішні відносини
Одзава висловив захоплення американською демократією та похвалив американців за обрання Барака Обами президентом у серпневій промові 2010 року, але він також назвав американців «одноклітинними» або «простодушними» (単細胞tan saibō). У тій же промові Одзава сказав: «Мені не подобаються британці».
Озава охарактеризував війну в Афганістані як американську боротьбу, яка «не мала нічого спільного з ООН чи міжнародним співтовариством». Одзава опублікував статтю в лівому щомісячному політичному журналі Sekai у жовтні 2007 року, заявивши про свій намір розгорнути Сили самооборони Японії у складі Міжнародних сил сприяння безпеці (МССБ) під мандатом ООН в Афганістані, якщо він колись прийде до влади в новому кабінеті. Стаття була опублікована як спростування політичному офіцеру ООН, який критикував позицію Одзави проти постійної підтримки Японією морських сил заборони в Індійському океані. Статтю було опубліковано з наміром забезпечити життєздатну альтернативу урядовому плану щодо продовження дислокації Морських сил оборони для матеріально-технічної підтримки операції Нескорена свобода в Афганістані. Проте, зіткнувшись із зростаючою критикою з обох сторін політичного спектру, Одзава пізніше пом'якшив свою заяву та пояснив, що його намір полягав у розгортанні GSDF (Наземних сил самооборони) для матеріально-технічної підтримки цивільного компоненту МССБ, мабуть, припускаючи, що PRT або Provincial Reconstruction Team, яка є підрозділом цивільно-військового співробітництва, який працює над відновленням у провінційних районах Афганістану. 24 лютого 2008 року він заявив, що тільки Сьомий флот США повинен базуватися в Японії. Його слова викликали критику як з боку ЛДП, так і ДПЯ.

### Християнство
У листопаді 2009 року під час візиту до президента Федерації буддистів Японії Одзава заявив, що християнство є «ексклюзивною та самоправедною релігією» і що «європейські та американські суспільства з християнським походженням загрузли». Він також заявив, що іслам «кращий за християнство, але він також ексклюзивний».

## Особисте життя
Одзава одружився з Кадзуко Фукуда, донькою багатого прихильника Танаки. З Кадзуко Одзава народив трьох синів, які виросли в префектурі Івате. У червні 2012 року журнал Shukan Bunshun опублікував лист від Кадзуко про те, що пара збирається розлучитися, стверджуючи, що «Одзава втік зі своїми секретарями через страх радіації» після катастрофи на Фукусімі в березні 2011 року.

## Подальше читання
- His claim for mass media on 4 November 2007 (PDF). (97.5 KB) (яп.)
- Ichirō Ozawa as an Actor in Japan's Foreign Policy Making
- From the DPJ for English readers
- Ichirō Ozawa, Blueprint for a New Japan: The Rethinking of a Nation; Introduction by US Senator John D. Rockefeller IV; Kodansha, Hardcover, ISBN 4-7700-2034-1

## Внутрішні посилання
- Нобелівська премія миру за статтю 9 Конституції Японії